# Kelmis
Kelmis (franceză La Calamine, valonă Calmène) este o comună germanofonă din regiunea Valonia din Belgia. Comuna este formată din localitățile Kelmis, Neu-Moresnet și  Hergenrath. Suprafața totală este de 18,12 km². La 1 ianuarie 2008 comuna avea o populație totală de 10.566 locuitori. 
Teritoriul din jurul minei de zinc Vieille Montagne a avut un statut semi-independent între 1816 și 1919, cunoscut sub numele de Moresnet neutru. Kelmis a fost capitala statului pe această perioadă. 